# Génocide cambodgien

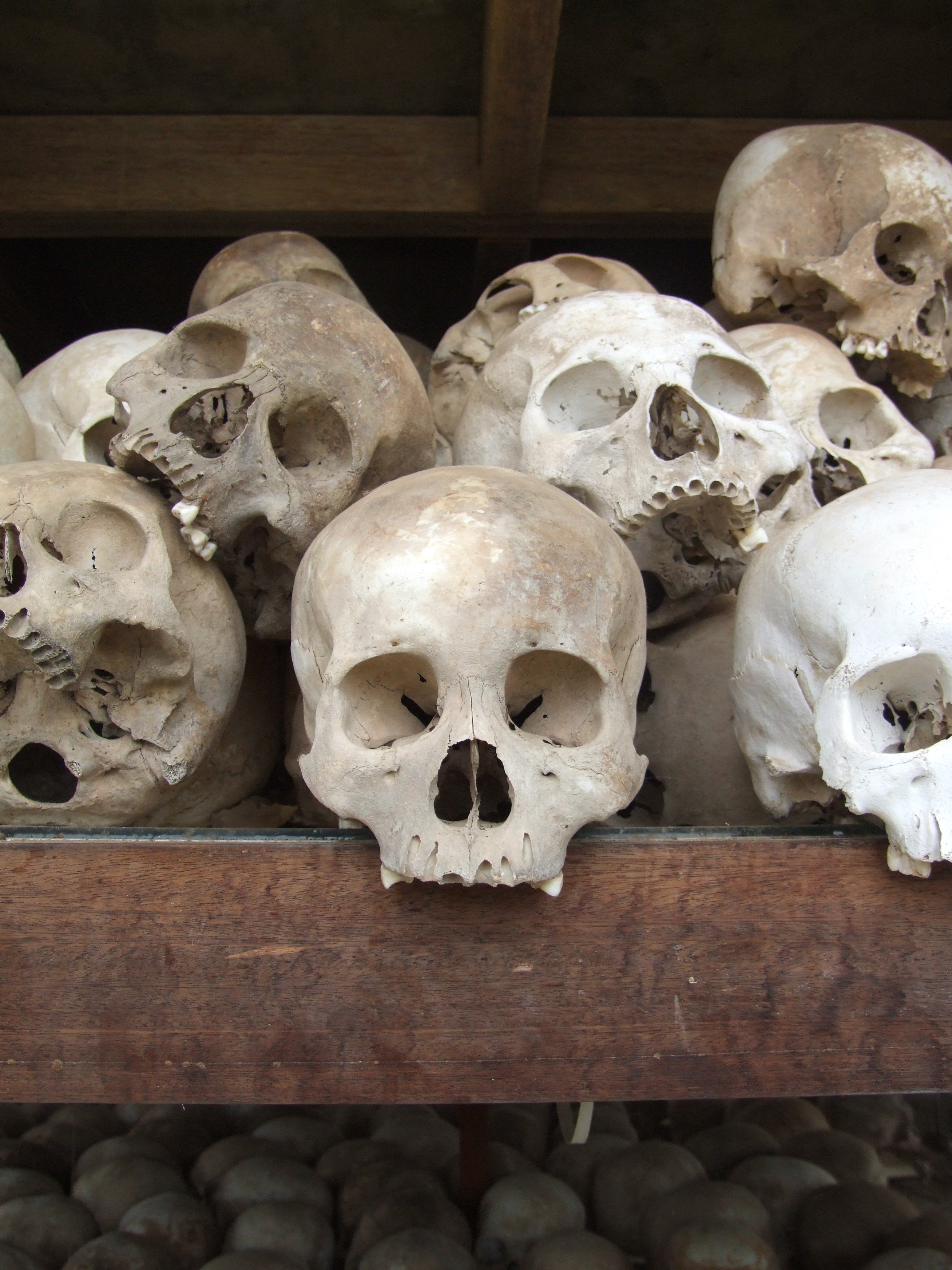
Crânes de victimes des Khmers rouges à Choeung Ek.

Le génocide cambodgien est l'ensemble des massacres, exécutions et persécutions ethniques, religieuses ou politiques commis par les Khmers rouges, mouvement nationaliste et  communiste radical, lorsqu’il contrôla le Cambodge de 1975 à 1979. Durant ces quatre années, les Khmers rouges, dont le chef principal était Pol Pot, dirigèrent un régime connu sous le nom officiel de Kampuchéa démocratique, qui soumit la population à une dictature d'une rare violence et dont la politique causa entre 1,5 et 2 millions de morts. 
Pol Pot et les Khmers rouges étaient soutenus depuis longtemps par le Parti communiste chinois (PCC) et Mao Zedong lui-même,,. On estime qu'au moins 90 % de l'aide étrangère aux Khmers rouges provenait de la Chine, dont au moins 1 milliard de dollars d'aide économique et militaire chinoise sans intérêt pour la seule année 1975,,. Adoptant une politique ultra-maoïste influencée par la révolution culturelle, les Khmers rouges ont également lancé le « Maha Lout Ploh », copiant le « Grand Bond en avant » de la Chine qui a causé des dizaines de millions de morts par famine,.
Il n'existe pas de consensus sur le nombre total de victimes ; toutefois, les 1,7 million de morts (soit 21 % de la population cambodgienne de l'époque) évalués par le programme d'étude sur le génocide cambodgien de l'Université Yale semblent de nos jours le chiffre le plus crédible. Certaines sources évoquent plus de 3 millions de morts, dans la mesure où le recensement de 1971 effectué au Royaume du Cambodge était incomplet, négligeant par exemple un grand nombre de réfugiés, victimes de la guerre civile et des bombardements américains, dans l'est du pays, à la suite des conséquences de la guerre du Vietnam. 
Un tribunal international parrainé par l'ONU a été mis en place dans les années 2000 pour juger les crimes des Khmers rouges, mais les procédures n'ont visé que quelques personnes et, du fait de la lenteur des procédures, plusieurs accusés sont morts avant qu'un verdict puisse être rendu. Dans les années 2010, le directeur de prison Douch, puis les hauts responsables Khieu Samphân et Nuon Chea, ont été condamnés pour crimes contre l'humanité. 
Ce n'est qu'en novembre 2018, lors d'une nouvelle condamnation de Khieu Samphân et Nuon Chea, que la qualification de génocide est reconnue sur le plan du droit international : sont ainsi admis un génocide des Vietnamiens et un génocide des Chams, deux des minorités persécutées du Cambodge. Ce jugement est en grande partie conforme au sentiment des scientifiques.
La négation du génocide est illégale au Cambodge. Le déni ou la minimisation du génocide est un crime passible d'une peine de 1 à 5 ans de prison et d'une amende entre 2 500 et 125 000 dollars. 

## Contexte
Le 18 mars 1970, Lon Nol, Premier ministre, et le prince Sisowath Sirik Matak, vice-Premier ministre, ont renversé le prince Norodom Sihanouk, accusé de ne pas lutter contre les Nord-Vietnamiens/FNL, qui utilisaient l'est du Cambodge comme un sanctuaire militaire. Sihanouk s'est allié aux Khmers rouges, ce qui a massivement contribué à leur recrutement et a aggravé la guerre civile cambodgienne qui avait commencé en 1967. Le 29 mars 1970, les Nord-Vietnamiens ont lancé une offensive, à la demande des Khmers rouges, contre le gouvernement cambodgien, s'emparant rapidement d'une grande partie de l'est et du nord-est du pays. Ils ont remis le territoire capturé aux Khmers rouges.
Durant la guerre civile, les Khmers rouges prennent progressivement le contrôle du territoire cambodgien et, avant même leur victoire finale, appliquent des mesures radicales à leurs ennemis réels ou supposés. Dans les territoires « libérés » par les Khmers rouges apparaissent des « centres de rééducation » où sont enfermés, au départ, les soldats de l'armée de la République khmère, mais également leurs familles, enfants inclus, ainsi que des moines bouddhistes, et des voyageurs « suspects ». Dans un des camps, fondé en 1971 ou 1972, mauvais traitements et maladies déciment bientôt la plupart des détenus, et la totalité des enfants ; de nombreuses exécutions — jusqu'à trente par jour — visent également les prisonniers. Plus d'une dizaine de milliers de personnes semblent avoir été massacrées lors de la prise de la ville d'Oudong, et des déportations de civils débutent dès 1973* ,.
À partir de 1971, les Khmers rouges imposent dans les zones sous leur contrôle une politique de collectivisation radicale. En 1973, ils commencent à procéder à des massacres pour imposer leur autorité, s'en prenant notamment aux militants membres de minorités ethniques (de souche lao, ou khmer Krom) formés à Hanoï et revenus du Nord Viêt Nam pour participer à l'insurrection. Pol Pot fait ainsi tuer une partie des anciens Khmers issarak venus rejoindre l'insurrection et jugés trop proches du Nord Viêt Nam. Dès 1973, les Khmers rouges se heurtent à leurs alliés théoriques, les Khmers rumdo (en) — partisans de Sihanouk membres du Front uni national du Kampuchéa — et assassinent plusieurs de leurs cadres. Le nettoyage de la Zone Ouest, dont la direction politique est jugée trop peu docile par rapport au Centre, est lancé en 1974. Plusieurs secteurs de la Zone Nord-Est, notamment les cadres rebelles d'ethnie lao, sont purgés avec la même brutalité en 1973.

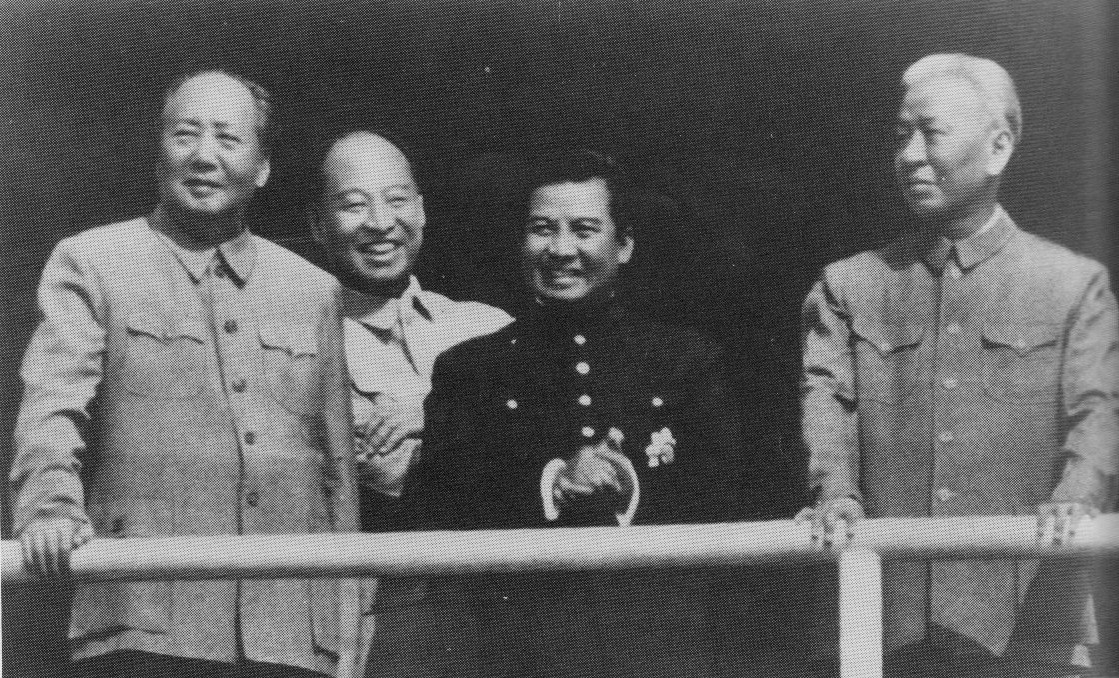
Mao Zedong, Peng Zhen, Sihanouk et Liu Shaoqi (1965).

Les premiers témoignages sont rapidement diffusés, mais ne retiennent pas l'attention de l'opinion publique. Tout d’abord, Ith Sarin, un inspecteur d’académie qui venait de passer neuf mois dans les maquis publiait en 1973 un livre traduit en anglais sous le titre Regrets for the Khmer Soul (traduction : Regrets pour l’âme khmère) dont de nombreux extraits furent publiés par la suite dans le Washington Post et qui décrivait la collectivisation dans les zones dites libérées. Toutefois, l’auteur faisait preuve d’optimisme et pensait que le mouvement se réformerait de lui-même, la population risquant de ne pas accepter longtemps les privations dont elle était victime. Ce fut également Kenneth Quinn, un fonctionnaire américain en poste au Sud Viêt Nam, à la frontière près de Cần Thơ, qui, intrigué par l’arrêt des activités de contrebande, recueillit les récits des réfugiés. Il fut ainsi un des premiers à faire état des dissensions entre communistes vietnamiens et cambodgiens. Toutefois, le rapport demeura confidentiel pour ne pas heurter la susceptibilité des Cambodgiens qui auraient pu y voir une ingérence américaine dans leurs affaires.
Au début de l'année 1975, le « Centre » — expression désignant l'organe de direction des Khmers rouges, soit le Parti communiste du Kampuchéa, dit également Angkar អង្ការ (« Organisation ») — décide lors d'une réunion d'évacuer la population de Phnom Penh, une fois qu'elle aurait été prise. Hou Yuon, l'un des dirigeants du mouvement, se déclare hostile à ce plan et s'oppose à Pol Pot ; il « disparaît » ensuite définitivement.
Pol Pot et les Khmers rouges étaient soutenus depuis longtemps par le Parti communiste chinois (PCC) et Mao Zedong lui-même,,. Rien qu'en 1975, les Khmers rouges ont reçu au moins un milliard de dollars d'aide économique et militaire sans intérêt et un don de 20 millions de dollars de la Chine,,. Pol Pot et d'autres responsables khmers rouges ont rencontré Mao Zedong à Pékin en juin 1975, recevant approbation et conseils, tandis que des hauts fonctionnaires du PCC tels que Zhang Chunqiao se sont ensuite rendus au Cambodge pour offrir de l'aide,,,.

## Histoire

### Évacuation des villes et déportations
Au matin du 17 avril 1975, les soldats des Forces armées populaires de libération nationale du Kampuchéa (FAPLNK, nom officiel des troupes khmères rouges) entrent dans Phnom Penh. Dans l'après-midi, l'ordre d'évacuation de la capitale commence à être mis à exécution : les soldats passent de maison en maison et annoncent aux habitants qu'ils vont devoir quitter leurs maisons « pour deux ou trois jours seulement », afin d'échapper à un prochain bombardement de la ville par les États-Unis. Souvent sous la menace, les habitants de la capitale, soit environ deux millions de personnes dont beaucoup de paysans réfugiés en ville pour échapper à la guerre, doivent quitter leurs logements, dans l'urgence et dans des conditions désastreuses. Entre 15 000 et 20 000 malades sont tirés des hôpitaux ; certains doivent être poussés sur la route par leurs familles, sur leurs lits roulants. D'autres, qui ne sont pas en état de partir, sont achevés à l'arme blanche. Le cortège des évacués progresse vers le sud sous un soleil de plomb, dans des conditions désastreuses. Pensant partir pour quelques jours, les civils n'ont pas emmené les vivres nécessaires. Les officiers supérieurs de l'ancienne armée de Lon Nol et de la police cambodgienne sont amenés à sortir des rangs, emmenés dans les rizières et exécutés. Entre 10 000 et 20 000 personnes trouvent la mort au cours de l'évacuation de Phnom Penh. Battambang, seconde ville du pays, est évacuée quelques jours plus tard, ainsi que plusieurs gros bourgs de campagne.
Le 20 mai, tous les responsables civils et militaires Khmers rouges sont convoqués dans la capitale vidée de ses habitants pour une conférence spéciale, qui se déroule quatre jours durant dans un ancien centre sportif. Pol Pot définit un plan comprenant l'évacuation de la population de toutes les villes, la sécularisation de tous les moines bouddhistes et leur mise au travail dans les rizières, l'exécution de tous les dirigeants du régime de la République khmère et l'expulsion de la minorité vietnamienne du Cambodge. Nuon Chea souligne pour sa part la nécessité, pour construire le « socialisme », de « débusquer » les agents internes de l'ennemi et de « rendre les gens purs », quitte à les tuer s'ils échouent à suivre la ligne définie. La vie urbaine est vue par les Khmers rouges comme fondamentalement mauvaise, le retour aux champs étant censé renouveler le peuple en le libérant de la corruption moderne. Pour l'Angkar, les citadins sont des « exploiteurs » et ont eu une vie « facile » alors que les paysans souffraient de la guerre. Toutes les autres villes du Cambodge sont évacuées dans les semaines qui suivent. Charrettes et voitures sont confisquées, et là aussi les civils doivent se rendre à pieds jusqu'aux coopératives rurales qui doivent constituer leur nouvel habitat. Le nettoyage des centres urbains a notamment pour conséquence de faciliter la constitution d'un pouvoir totalitaire, et de « khmériser » les villes, dont toutes les minorités ethniques non khmères sont chassées.
Dans un premier temps, les évacués sont relativement libres de choisir dans quel village ils s'installent, sous réserve de l'accord du chef de la localité : l'appareil Khmer rouge est, en 1975, encore trop faible pour gérer l'énorme flux des citadins. La société et l'équilibre alimentaire des régions rurales du Cambodge sont bouleversés par l'arrivée des ex-urbains, qui font plus que tripler le nombre d'habitants de certaines régions. Si, au début, l'accueil des nouveaux venus n'est pas forcément mauvais, pour peu que les communautés villageoises aient de quoi les accueillir, l'Angkar fait tout pour creuser le fossé entre les groupes sociaux : les nouveaux habitants des zones rurales sont consignés dans des quartiers à part des villages. Quelques mois après leur première déportation, une grande proportion des « Nouveaux » sont déplacés une seconde fois, cette fois sans avoir le choix de leur nouveau lieu d'installation. Les ex-urbains sont ainsi privés de toute possibilité de s'implanter dans leur premier lieu d'affectation et de tisser des liens avec les communautés rurales ; souvent, ils doivent partir une seconde fois sans pouvoir emporter les biens qui leur restent, ni récolter ce qu'ils avaient semé durant les mois précédents. Les transports se font souvent à pied, au mieux en charrette ou dans des trains bondés et extrêmement lents. Les conditions de voyage et la malnutrition entraînent de nouvelles vagues de décès parmi les déportés.

### Oppression de la population
Pol Pot et son entourage établissent un système social qui met l'ensemble de la population dans une situation proche de l'esclavage, toute forme d'activité étant théoriquement décidée par l'Angkar et soumise à son contrôle. Progressivement, des repas communautaires obligatoires sont instaurés dans les coopératives agricoles, ainsi que des restrictions rigoureuses sur la vie de famille. La politique du Kampuchéa démocratique prive les paysans cambodgiens de trois des piliers de leur mode de vie : la terre, la famille et la religion. L'ensemble de la population du pays devient une main-d'œuvre corvéable à merci et non payée. Certaines catégories sociales sont considérées comme suspectes : les « intellectuels » sont parfois pourchassés en tant que tels, et doivent se débarrasser de leurs livres, voire de leurs lunettes, pour échapper aux persécutions. Des professions sont davantage visées que d'autres : la quasi-totalité des photographes de presse cambodgiens disparaît sous le régime du Kampuchéa démocratique.
La population cambodgienne est divisée en plusieurs catégories : les anciennes élites du régime de Lon Nol, et ses partisans réels ou supposés deviennent les « déchus », ou le « peuple ancien » ; les habitants des régions prises en 1975 deviennent le « peuple nouveau », ou les « candidats » (à un statut de citoyen). Les seuls citoyens de « plein droit » se trouvent dans le « peuple de base », les habitants des zones tenues depuis plusieurs années par les Khmers rouges. Les pleins droits reçoivent des rations alimentaires complètes et peuvent occuper des postes politiques dans les coopératives, tandis que les déchus sont derniers sur la liste de distribution des rations, premiers sur la liste d'exécution et n'ont aucun droit politique.
Les Cambodgiens perdent toute liberté de déplacement, sont privés de toute possibilité de commerce et de toute médecine digne de ce nom. Le comportement individuel est soumis à des règles strictes, les démonstrations d'affection et de colère étant interdites. Les habitants des campagnes doivent assister à de longues séances d'endoctrinement politique et d'autocritique. Le régime des Khmers rouges fait tout pour desserrer les liens familiaux. Les familles, du fait des hasards de la déportation et des relégations dans des « unités de travail » difficiles à quitter, sont fréquemment séparées. Les structures sociales cambodgiennes traditionnelles sont détruites : les parents se voient retirer l'autorité sur leurs enfants, et les maris sur leurs épouses. Il est possible d'être condamné à mort pour avoir giflé son fils. Toute forme d'expression artistique ou de divertissement, y compris les chants d'amour ou les plaisanteries, est bannie, seuls les chants et poèmes révolutionnaires étant tolérés. La ligne de conduite des autorités khmères rouges est celle d'une déshumanisation totale, d'une négation de la valeur de la vie humaine. La crémation des morts est remplacée par l'ensevelissement des cadavres, sans aucun rite funéraire, au mépris de toutes les traditions khmères. Des parents se voient refuser l'autorisation d'aller voir leurs enfants malades à l'hôpital : un survivant, Pin Yathay, a ainsi raconté qu'il n'a pu rendre visite à son fils mourant, et n'a ensuite obtenu qu'à grand-peine l'autorisation d'aller voir le cadavre de ce dernier. Aucun appareil judiciaire n'existe au Kampuchéa démocratique, où la moindre infraction ou maladresse — casser un verre, mal maîtriser un buffle pendant les labours — peut être punie de mort. Les rapports sexuels hors mariage sont également strictement interdits.

### Famines
Sous les Khmers rouges, le Cambodge connaît des cas de disettes constantes, qui dégénèrent en famines particulièrement meurtrières. Une grande partie de ces pénuries sont provoquées par l'incompétence de l'administration khmère rouge, mais certaines sont sciemment provoquées ou utilisées par le régime comme moyen de pression sur la population. Le gouvernement de Pol Pot présente en 1976 un plan de quatre ans visant à développer massivement la production et l'exportation de produits agricoles. Tout l'effort est centré sur la production de riz, les autres cultures passant au second plan : la population se voit fixer un quota de trois tonnes de paddy de riz à l'hectare, ce qui représente un triplement par rapport à 1970. Les déportés, dont l'effort nécessaire n'a fait l'objet d'aucune évaluation, sont mis au travail dans des conditions désastreuses, marquées par une sous-alimentation chronique. L'irrigation, indispensable à l'effort de production de riz, est largement défectueuse, une grande partie des canaux et barrages ayant été construits en dépit du bon sens, sous les ordres de cadres Khmers rouges sans formation d'ingénieur. Les conditions des travaux agricoles et leur calendrier sont déterminés de manière centralisée, sans aucun égard pour les conditions géologiques et écologiques locales. Les récoltes sont pour la plupart misérables et les rations alimentaires baissent en proportion. Les Cambodgiens doivent souvent recourir au marché noir pour survivre, bien que cette pratique soit normalement punie de mort : aucune recherche individuelle de nourriture n'est en effet autorisée, les rations décidées par l'Angkar étant décrétées suffisantes. En certains endroits, les arbres fruitiers sont tous coupés pour chasser les oiseaux pilleurs de récoltes, ce qui a pour conséquence de priver la population de toute possibilité de cueillette. Des régions entières souffrent de famine, et des cas de cannibalisme sont observés. Dans le même temps, la cueillette de fruits est qualifiée de vol de la propriété collective et punie de mort ou d'emprisonnement,. Dans certaines zones, le manque de denrées est délibérément utilisé comme arme par le régime pour soumettre ou punir la population : dans la Zone Sud-Ouest, les « peuples nouveaux » font l'objet de persécutions accrues en 1977 et 1978, et le Centre aggrave la famine en augmentant ses réquisitions de riz. Dans cette zone, 20 à 30 % des morts sont dues à la famine.

### Persécutions raciales et religieuses
Ben Kiernan souligne le caractère spécifiquement raciste de la politique appliquée par les Khmers rouges à l'égard des minorités ethniques du Cambodge. Les Chams, ethnie musulmane dite « Khmers islam », font l'objet d'un traitement particulier de la part de Pol Pot, qui les considère comme privilégiés. Si des Chams font initialement partie des Khmers rouges, formant même une faction autonome dans la Zone Est, leur front est dispersé en 1973. Le traitement infligé aux Chams, les arrestations des chefs de village, amènent une partie des Khmers rouges musulmans à se révolter entre 1973 et 1975. Dans différents secteurs, les pratiques religieuses des Chams sont interdites, leurs villages dispersés, et les repas communautaires imposés dans le but apparent de niveler et de faire disparaître leur culture. Y compris dans le contexte de la déportation, les Chams sont tenus à l'écart, et les réfugiés khmers sont incités à se méfier d'eux.
Dans la zone Sud-Ouest, dirigée par Ta Mok, la consommation de porc pour les Chams musulmans devient obligatoire et leur est imposée deux fois par mois, alors même que l'ensemble du pays souffre de la famine. Les Corans sont brûlés, des dignitaires musulmans exécutés et les mosquées reconverties ou rasées ; le dialecte, les coutumes, les costumes traditionnels chams sont interdits. Des populations chams se révoltent à plusieurs reprises, et subissent des représailles sanglantes. À partir de 1978, les Khmers rouges se mettent à massacrer systématiquement des communautés chams, même en l'absence de rébellion. Ben Kiernan évalue la mortalité des Chams à 50 %, et Marek Sliwinski à 40,6 %.
Concernant le bouddhisme (theravāda), religion majoritaire au Cambodge, les Khmers rouges font preuve d'une ambivalence certaine, du moins au tout début de leur régime. La rébellion khmère rouge a bénéficié, durant la guerre civile, du ralliement de certains membres du clergé bouddhiste et la propagande du mouvement en fait état. Néanmoins, dès la réunion du 20 mai 1975 qui suit la chute de Phnom Penh, Pol Pot prévoit la sécularisation forcée de tous les bonzes et leur mise au travail dans les rizières. La hiérarchie du clergé bouddhiste cambodgien, accusée de « féodalisme » ou de liens avec le régime de Lon Nol, est rapidement victime de purges et plusieurs vénérables sont exécutés. Les moines sont évacués de leurs monastères et mis au travail forcé avec le reste de la population urbaine. De nombreux temples sont victimes de vandalisme, bien que davantage de lieux de culte que prévu semblent avoir survécu au régime Khmer rouge. Les moines bouddhistes sont forcés de se défroquer, ceux qui refusent étant systématiquement éliminés. Toutefois, d'après Gerhard J. Bellinger, finalement, ce serait l’intégralité de la population des nonnes et moines bouddhistes cambodgiens qui aurait été exterminée.
La communauté catholique du Cambodge, très minoritaire, est proportionnellement l'une des plus touchées parmi les groupes ethniques et religieux : le nombre de « disparus » est évalué à 48,6 %. Le décès en camp de travail de Mgr Joseph Chhmar Salas, vicaire apostolique de Phnom Penh avec d'autres prêtres cambodgiens en est un symbole fort. Souvent citadins, les catholiques ont également le tort d'être, pour une grande partie d'entre eux, d'ethnie vietnamienne, et associés au souvenir de la colonisation française de l'Indochine. La cathédrale de Phnom Penh est, avec la Banque nationale du Cambodge, le seul édifice à  être totalement rasé par les Khmers rouges. Autre vestige de la colonisation Française, les Francophones ou Cambodgiens qui parlaient le français en seconde langue, sont décimés. Associés à l'élite, et à l'ancien régime, les francophones seront traqués, surtout dans les camps, même si certains chefs Khmers Rouges parlaient eux-mêmes le français.    
Le sort des minorités ethniques au Cambodge n'est pas homogène. Jean-Louis Margolin, qui souligne la distinction entre les minorités se trouvant surtout en milieu urbain (Chinois, Vietnamiens) et celles des zones rurales (Chams, Khmers Loeu), estime que les premiers n'ont pas été forcément persécutés en tant que tels, du moins pas avant 1977. Ben Kiernan estime au contraire que les Khmers rouges ont mené « une campagne de génocide contre les Vietnamiens de souche ». Entre mai et septembre 1975, environ 150 000 civils vietnamiens sont expulsés du Cambodge (officiellement rapatriés sur la base du volontariat). Mais l'année suivante, on interdit de quitter le pays à la minorité demeurée au Cambodge. Le 1er avril 1977, une directive du Centre marque un tournant et ordonne aux autorités locales d'arrêter tous les Vietnamiens de souche et de les livrer à la sécurité d'État. Des massacres de centaines de Vietnamiens, parmi les milliers restés au pays, ont lieu durant cette période. Dans les derniers mois du régime Khmer rouge, au moment du conflit contre le Viêt Nam, les Vietnamiens sont systématiquement exterminés en tant que tels. Les Khmers Krom subissent un sort à part : entre 1975 et 1977, ils semblent avoir fait l'objet de massacres ciblés uniquement dans la Zone Sud-Ouest, mais leur répression s'étend après 1977, le Kampuchéa démocratique précisant ses revendications territoriales sur l’ex Cochinchine. Quant aux Chinois, leur communauté aurait perdu plus de la moitié de ses membres, ce qui signifierait qu'elle aurait été plus touchée que les autres populations urbaines (qui perdent environ un tiers de leurs effectifs). La langue chinoise est interdite, de même que toutes les coutumes communautaires chinoises. On avance le chiffre de 50 % pour ce qui est du taux de mortalité des quelque 400 000 Chinois du Cambodge, et bien plus pour les Vietnamiens restés après 1975. Marek Sliwinski avance les chiffres de 37,5 % pour les Vietnamiens, et 38,4 % pour les Chinois. D'autres minorités, parmi lesquelles les personnes d'ethnie thaï, lao, shan et les populations tribales, font également l'objet de massacres, qui n'épargnent pas les cadres Khmers rouges.
Sur la dimension spécifiquement raciste de la répression khmère rouge, des points de divergences existent entre spécialistes : tout en soulignant que les Khmers rouges ont usé et abusé d'une rhétorique xénophobe, Jean-Louis Margolin estime que la dimension sociale — de nombreux éléments des minorités, notamment les Chinois et les Vietnamiens, étaient des urbains, souvent commerçants — primait sur la dimension ethnique. Pour Ben Kiernan, c'est une véritable « obsession raciale » qui a sous-tendu le projet politique de Pol Pot.

### Prisons et centres de torture

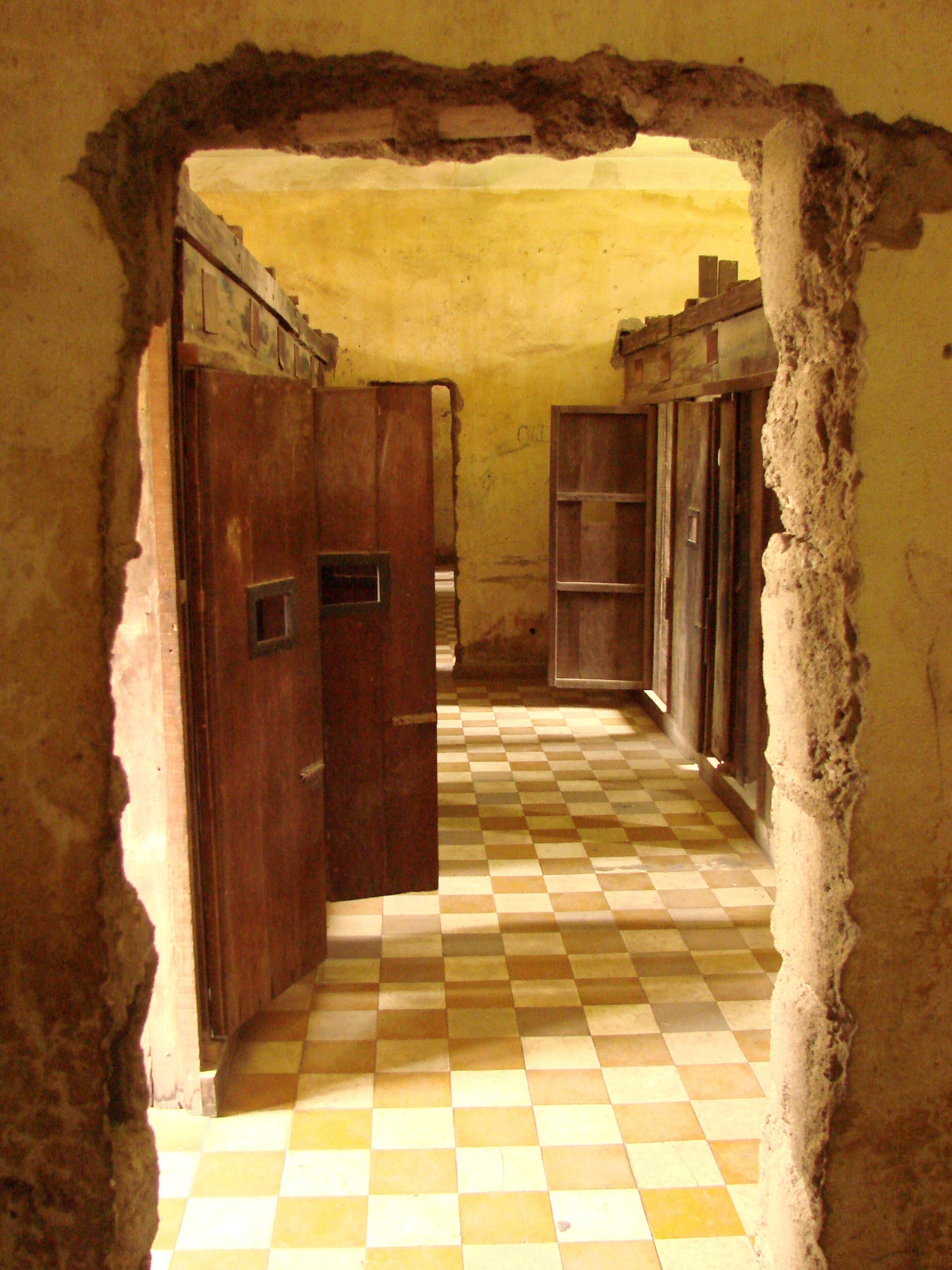
Cellules à Tuol Sleng.

Le Kampuchéa démocratique ne compte officiellement pas de prisons. Le pays se couvre néanmoins de « centres de rééducation », souvent installés dans d'anciens temples ou d'anciennes écoles. Jusqu'en 1976, la fonction rééducative semble avoir été relativement prise au sérieux, et 20 à 30 % des détenus finissent par être libérés. Ensuite, leur situation empire nettement. Les Cambodgiens peuvent être arrêtés sous le moindre prétexte, allant du vol (ce qui inclut le chapardage ou la cueillette de fruits pour échapper à la faim) aux propos « subversifs », en passant par les simples manifestations d'impatience, les relations sexuelles hors mariage ou une simple origine sociale « impure ». L'usage de la torture est généralisé. Le centre de détention le plus connu est la prison de Tuol Sleng, connu sous le nom de code S-21. Ancien lycée, Tuol Sleng est placé directement sous le contrôle du « Centre » — soit du Parti communiste du Kampuchéa — et placé sous la responsabilité de Kang Kek Ieu (alias Douch). En tant que prison du comité central, S-21 accueille tout particulièrement les anciens cadres khmers rouges disgraciés : entre 14 000 et 20 000 personnes environ, dont quelque 1 200 enfants, y trouvent la mort, avec parfois plusieurs centaines d'exécutions par jour. Seules six ou sept personnes survivent à S-21, sauvés par leurs talents, tels que la sculpture ou la peinture. À leur arrivée en 1979, les Vietnamiens découvrent à Tuol Sleng les corps d'une cinquantaine de prisonniers, que les Khmers rouges ont exécutés avant de prendre la fuite.

## Bilan et conséquences

### Nombre de victimes
Le nombre total de victimes du Kampuchéa démocratique reste sujet à débat, et ne peut être calculé que par déductions et estimations à partir des données démographiques existantes. Il varie entre 250 000 et 3 100 000 morts pour la période allant d'avril 1975 à janvier 1979, soit entre 3,25 % et 41 % de la population cambodgienne,. Le chiffre de 5 000 000 de morts est aussi évoqué, en considérant diverses famines entre 1975 et 1979 (et même 1980) assez mal documentées, du fait du chaos qui résultait pour ce qui concernait d'immenses déplacements de populations, dont par exemple, l'« envoi à la campagne » de l'essentiel des habitants de Phnom-Penh, en 1975-1976, ou de nombreuses personnes moururent des marches forcées sous de fortes chaleurs, ou des conséquences du paludisme, dont les malades n'étaient pas soignés. Il y eut aussi de nombreuses disparitions, difficiles à prouver, après 1979, même avec la mise en place du nouveau régime communiste installé par les Vietnamiens.     
Le programme d'étude sur le génocide cambodgien de l'Université Yale évalue le nombre de morts à environ 1,7 million, soit 21 % de la population cambodgienne de l'époque. Ben Kiernan rapporte différentes estimations du nombre de morts : lui-même, après la chute du régime Khmer rouge, est arrivé à une première estimation d'environ 1 500 000 morts. Michael Vickery s'en tient à l'estimation basse de 740 000 morts, sur la base d'estimations démographiques différentes de celles de Kiernan. Une estimation haute porte le nombre de victimes à 2 200 000 morts, sur une population d'environ 7 890 000 habitants à l'époque. Philip Short note la difficulté d'établir une estimation exacte, du fait des « disparités considérables » selon les zones et de la surreprésentation des citadins (principales victimes du régime) dans les études et de l'incertitude de la démographie du Cambodge dans les années 1970. Lui-même estime le nombre de morts à 1,5 million.
À ces morts, il convient de rajouter environ un demi-million de Cambodgiens qui choisissent l’exil à l’étranger et l’ensemble des survivants qui en garderont des séquelles tant physiques que psychologiques.

### Chute du Kampuchéa démocratique et années suivantes
Le régime khmer rouge est chassé de Phnom Penh au début de 1979 par l'invasion vietnamienne du Cambodge. La dénonciation de la « clique génocidaire Pol Pot-Ieng Sary » est l'un des thèmes principaux, sinon l'unique fondement politique, de la propagande du régime de la république populaire du Kampuchéa, mis en place par le Viêt Nam. Les communistes cambodgiens du Parti révolutionnaire du peuple du Kampuchéa, eux-mêmes composés pour partie d'anciens khmers rouges, sont ainsi les premiers à utiliser le terme de « génocide » pour qualifier les actes du régime de Pol Pot, dont ils souhaitent avant tout se démarquer. La république populaire du Kampuchéa et le Viêt Nam ont avancé, pour évaluer les crimes du Kampuchéa démocratique, le chiffre de 3 100 000 victimes.
Malgré son renversement, le mouvement khmer rouge bénéficie du soutien d'un ensemble hétéroclite d'États (la république populaire de Chine, mais aussi, entre autres, la Thaïlande et les États-Unis) ayant chacun des raisons de vouloir gêner le Viêt Nam et son protecteur soviétique. Il poursuit sa guérilla, semant la terreur dans certaines régions et continuant de s'en prendre aux Vietnamiens de souche. Les dirigeants khmers rouges ne reconnaissent aucun massacre de grande ampleur, Pol Pot déclarant en 1979 que « seuls quelques milliers de Cambodgiens ont pu mourir à la suite d'erreurs dans l'application de notre politique consistant à donner l'abondance au peuple » et Khieu Samphân parlant en 1987 de 3 000 victimes d'« erreurs », de 11 000 exécutions d'« agents vietnamiens » et de 30 000 assassinats par des « agents vietnamiens infiltrés ». En 1998, lors de leur reddition, Khieu Samphân et Nuon Chea expriment leur regret que tant « d'êtres » aient péri sous le régime du Kampuchéa démocratique. Nuon Chea est le seul ancien dirigeant khmer rouge à avoir publiquement évoqué les massacres du régime. Dans le documentaire Ennemis du peuple, réalisé par le Cambodgien Thet Sambath et le Britannique Rob Lemkin, l'ancien « Frère n° 2 » mentionne l'élimination de « criminels » impossibles à « rééduquer », commentant : « Si nous les avions laissés vivre, la ligne du parti aurait été détournée. Ils étaient des ennemis du peuple ».

### Procédures judiciaires
Pol Pot, mis en détention par ses propres hommes en 1997, est mort l'année suivante sans avoir eu à répondre des crimes commis sous son régime. Ce n'est qu'à partir de 2004 que les Chambres extraordinaires au sein des tribunaux cambodgiens ont été mises en place, sous la pression internationale, pour juger les responsables khmers rouges. Capturé en 1999, Ta Mok est mort en prison en 2006 avant de pouvoir être jugé. Le premier responsable khmer rouge à passer en jugement a été Kang Kek Ieu alias « Douch », condamné en 2010 à 30 ans d'emprisonnement. Arrêtés en 2007, Khieu Samphân, Nuon Chea, Ieng Sary et Ieng Thirith ont été inculpés pour crimes contre l'humanité et crimes de guerre. Leur procès s'est ouvert le 27 juin 2011. Ayant fait appel de sa condamnation, « Douch » a été à nouveau condamné le 3 février 2012, mais cette fois à la prison à vie. Ieng Sary étant décédé au cours du procès et Ieng Thirith ne disposant plus de ses facultés mentales, Nuon Chea et Khieu Samphân sont demeurés en 2013 les seuls accusés. En août 2014, tous deux ont été condamnés à la prison à perpétuité pour crimes contre l'humanité ; ils ont fait appel du jugement.
En juin 2013, le parlement cambodgien adopte une loi punissant de deux ans de prison « tout individu qui ne reconnaît pas, qui minimise ou qui nie » les crimes des Khmers rouges.

### Qualification de génocide

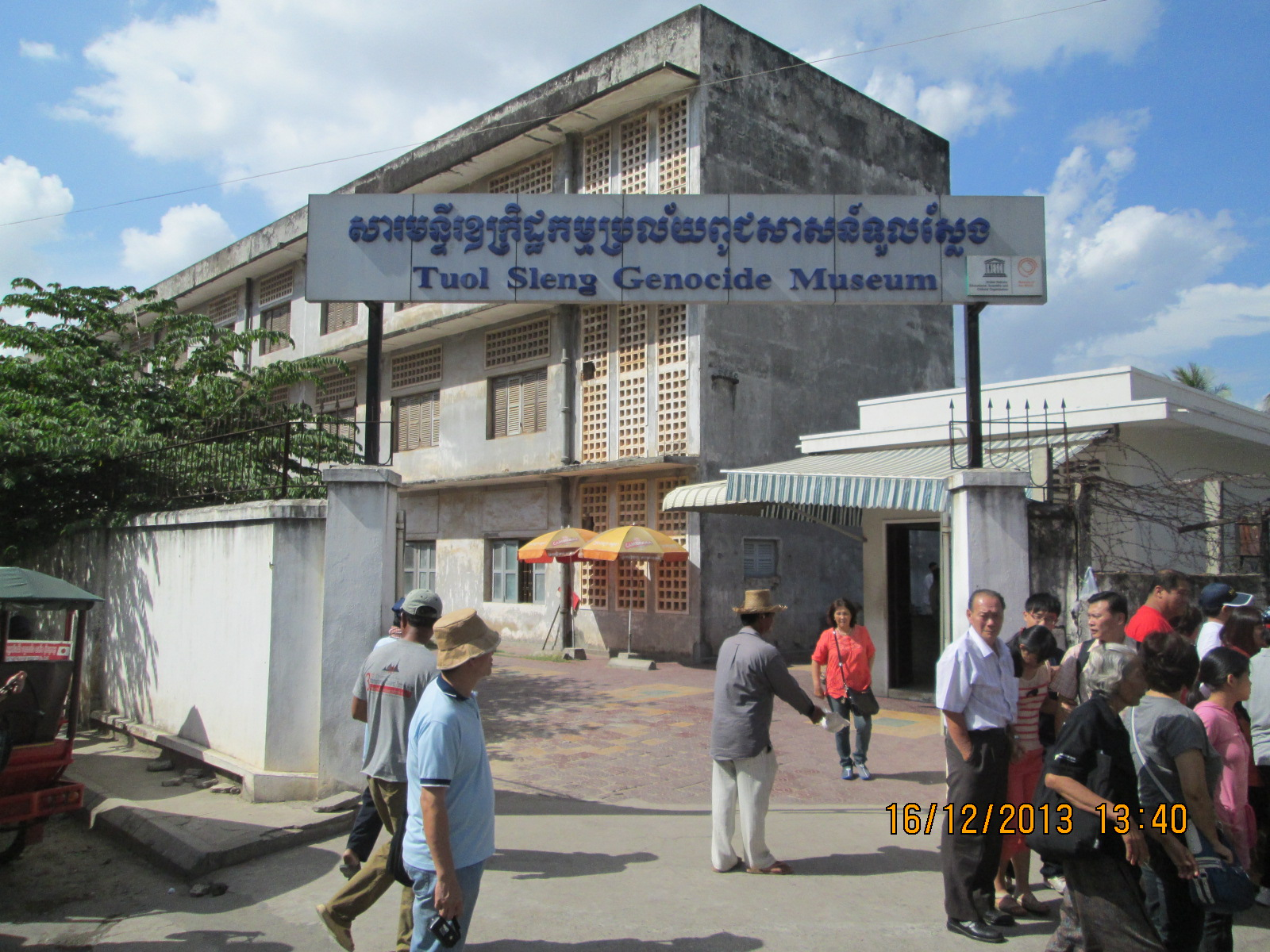
Entrée de Tuol Sleng en 2013. Le panneau indique en anglais Tuol Sleng Genocide Museum (Musée du génocide de Tuol Sleng).

Dès la fin des années 1970, l'ensemble des crimes commis par les Khmers rouges est souvent appelé par une locution comportant le mot « génocide » au singulier, comme « génocide khmer rouge » et surtout « génocide cambodgien ». Le néologisme de Raphael Lemkin est employé dans des discours scientifiques approuvant ou désapprouvant son usage dans le cas cambodgien, mais aussi dans des propagandes politiques. Ainsi le chef d'inculpation de génocide fut retenu lors du procès peu scrupuleux organisé en 1979 par les Vietnamiens et leurs alliés de la république populaire du Kampuchéa, après la chute du Kampuchéa démocratique : Pol Pot et Ieng Sary furent alors condamnés à mort par contumace. Quelques années après, la prison S-21 est transformée en musée, d'abord sous le nom de « Camp d'extermination de la clique Pol Pot-Ieng Sary » puis sous celui de « Musée du crime génocidaire ».
Au moment du déclin du Kampuchéa démocratique, le maoïste Alain Badiou et plusieurs intellectuels marxistes et tiers-mondistes minimisent les crimes khmers rouges. Parmi eux, Jean Lacouture fait rapidement amende honorable et commence à évoquer un « autogénocide » cambodgien, terme qui sera notamment repris par Noam Chomsky. Le mot véhicule l'idée d'une sorte de guerre civile inédite durant laquelle le régime détruit son propre peuple, un terrifiant massacre de Cambodgiens par des Cambodgiens : c'est une simplification outrée qui fait oublier que la complexe et meurtrière révolution cambodgienne mêle anticolonialisme, nationalisme ethnique, utopisme romantique… Mais « autogénocide » est aussi dénoncé lorsqu'il laisse entendre que les victimes sont en même temps des criminels.
Pendant de longues années, une difficulté demeure pour classer les massacres commis par les Khmers rouges dans les quatre types de génocides (s'appliquant aux groupes nationaux, ethniques, raciaux ou religieux) reconnus par l'ONU. Jean-Louis Margolin souligne en 1997 que la difficulté dans l'emploi du terme « génocide » vient de ce que la plupart des victimes étaient elles-mêmes des Khmers, les minorités ethniques n'ayant représenté qu'une part limitée des victimes. Pour Margolin, les Vietnamiens peuvent être considérées comme ayant subi des persécutions raciales, mais la foi islamique des Chams semble avoir surtout été persécutée non pas en tant que telle, mais du fait de ses vertus de résistance. Si les actes de Pol Pot et de son régime entrent sans difficulté dans la catégorie des crimes de guerre, la qualification de génocide est plus problématique selon l'importance que les spécialistes accordent ou non à l'aspect racial des massacres commis au Cambodge. Certains auteurs ont proposé le terme de politicide, arguant que dans la définition initiale du génocide donnée par Raphael Lemkin, les victimes sont clairement identifiable dès le départ de par leur appartenance à un groupe ethnique, religieux ou autre alors que dans le cas des massacres à vocation politique, ce groupe varie au gré des évènements, pouvant débuter par n’inclure que les dirigeants de l’opposition, s’étendre par la suite à tous ceux soupçonnés d’avoir collaboré avec eux puis englober même des partisans des tortionnaires accusés de tiédeur ou de déviance. Jean-Louis Margolin note à ce propos la tendance des Khmers rouges à « racialiser » l'ennemi de classe, en considérant certaines catégories sociales comme criminelles par nature et par hérédité. Ben Kiernan insiste au contraire pour sa part sur le caractère spécifiquement racial de nombreuses persécutions, qu'elles aient touché des groupes religieux, ethniques ou nationaux.
Philip Short, biographe de Pol Pot, estime pour sa part que le terme de génocide a été surtout utilisé par facilité du fait de l'ampleur et de l'horreur des massacres commis : pour lui, les Khmers rouges sont « innocents » du crime de génocide, leurs actes relevant de la définition du crime contre l'humanité. Ben Kiernan conteste l'interprétation de Short et lui reproche d'ignorer les aspects ethniques de la politique des Khmers rouges, ainsi que sa propension à s'appuyer sur des sources khmères rouges. Jacques Semelin, qui connaît les analyses de Kiernan, estime que le cas cambodgien est le paradigme des destructions de régimes communistes visant davantage à soumettre la population puis à construire une société entièrement nouvelle, plutôt qu'à éradiquer des minorités en cédant par exemple à des préjugés racistes ; le génocide n'a de place que dans l'éradication. Plus on entre dans le XXIe siècle, plus la définition juridique internationale du génocide est correctement interprétée, grâce à la jurisprudence des tribunaux, et devient centrale aux yeux des chercheurs : chez Kiernan et la plupart des spécialistes, il est possible voire préférable de parler de génocides contre certaines minorités du Cambodge (les Vietnamiens et les Chams sont souvent cités), et si par habitude on évoque parfois un « génocide cambodgien » global, c'est en sachant que le mot « génocide » a ici une définition aujourd'hui rare et nécessairement discutable,.
En décembre 2009, Ieng Sary, Nuon Chea et Khieu Samphân ont été officiellement mis en examen pour génocide par les deux co-juges d'instruction des Chambres extraordinaires au sein des tribunaux cambodgiens. L'inculpation repose sur la conviction des juges d'instruction que les dirigeants khmers rouges ont voulu détruire deux communautés spécifiques, celle des Chams musulmans et celle des Vietnamiens. Selon les Nations unies, le génocide se définit en effet comme « des actes commis avec l'intention de détruire, en totalité ou en partie, un groupe racial, ethnique ou religieux ». La chambre de première instance a cependant décidé en septembre 2011 de séparer le dossier en plusieurs jugements successifs, dont seul le premier consacré aux transferts forcés de population a été entamé. Marcel Lemonde, juge d'instruction au sein des Chambres extraordinaires, estime alors qu'en raison des délais pris par la procédure, il risque de ne jamais y avoir de jugement sur la qualification de génocide.
Le 16 novembre 2018, pourtant, un jugement est rendu par les Chambres extraordinaires au sein des tribunaux cambodgiens concernant les actions du régime envers plusieurs minorités religieuses et ethniques et les responsabilités de Nuon Chea et de Khieu Samphân, seuls accusés encore en vie après le décès de Ieng Sary : les deux hommes sont condamnés à la perpétuité pour le génocide de la minorité vietnamienne du Cambodge, Nuon Chea est seul condamné pour le génocide des Chams,. Le tribunal estime que « le crime de génocide était établi » selon le droit international, que le programme des Khmers rouges visait à « établir une société athée et homogène (en) supprimant toutes les différences ethniques, nationales, religieuses, raciales, de classe et culturelles ». La qualification de génocide est ainsi reconnue pour la première fois par la justice internationale et appliquée seulement à une partie des crimes des Khmers rouges puisque, notamment, les massacres de Khmers par des Khmers ne sont pas considérés par les Nations unies comme un génocide, et aucun génocide contre le peuple cambodgien n'est reconnu.
Nuon Chea décède en 2019. En 2022, le jugement en appel de Khieu Samphân confirme sa condamnation pour crimes contre l'humanité et autres crimes, et sur un point que certains juristes trouvent peu clair, précise que le groupe ethnique ultimement visé en tout ou en partie dans le génocide perpétré par le condamné était « les Vietnamiens », « le peuple vietnamien ». La communauté vietnamienne du Cambodge n'était que la partie vouée à l'éradication la plus meurtrière et systématique ; ce projet éradicateur, contrairement au traitement d'autres minorités par les Khmers rouges, fut si bien exécuté que faire témoigner aujourd'hui des rescapés vietnamiens est quasiment impossible. Quelques juristes regrettent que le tribunal ait évité la question controversée d'un génocide de la nation cambodgienne. Selon l'historien Ben Kiernan, qui n'emploie plus l'expression « génocide cambodgien », les sacrifiés de la révolution cambodgienne sont d'abord victimes de crimes contre l'humanité prenant souvent la forme de persécutions et de massacres politiques, et ne sont pas ensemble victimes d'un génocide, bien que des génocides aient spécifiquement frappé les Vietnamiens, les Chams et peut-être d'autres groupes que les procès n'auraient pas assez reliés à ce crime précis, tels que les Chinois, les Khmer Krom ou les bouddhistes,.

## Devoir de mémoire
En 2002, le réalisateur cambodgien, survivant du génocide, Rithy Panh, réalise un film intitulé S21, la machine de mort khmère rouge pour témoigner et participer au devoir de mémoire.